# Midwest City
Midwest City est une ville de l’Oklahoma, dans le comté d'Oklahoma, aux États-Unis.